# Geràsim
Geràsim (en llatí: Gerasimus) va ser un escriptor grec de data incerta, autor d'una Chronographia o Cronicó, on es menciona una erupció del Vesuvi durant el regnat de l'emperador Titus, i dona les suposades causes dels focs subterranis segons les opinions dels cristians del seu temps.
El patriarca Joan l'Oxita el menciona a la seva obra Eclogae Asceticae. Fabricius l'inclou a la Bibliotheca Graeca, on parla d'altres persones amb el nom de Geràsim.